# Hermione Granger
Hermione Jean Granger (pronuncia britannica [hɜːˈmaɪ.ə.ni ˈdʒiːn ˈɡreɪn.dʒə(ɹ)] o [hə-], nel doppiaggio italiano dei film pronunciato come il nome italiano "Ermione", [erˈmjoːne]) è una dei protagonisti della serie letteraria di Harry Potter, scritta da J. K. Rowling. È la migliore amica di Harry Potter e Ron Weasley, con cui forma un trio affiatato e indissolubile.
Dotata di grande intelligenza e di capacità e conoscenze notevoli in qualsiasi ambito della magia, Hermione è la mente indiscussa del trio: spesso infatti i due sono aiutati nelle imprese dagli elaborati piani della ragazza, che si rivela ben più competente di molti maghi adulti. Nata da genitori babbani, non presta importanza alla sua ascendenza e si dimostra molto più capace della maggior parte dei maghi purosangue, arrivando ad essere la migliore del suo anno ed una delle studentesse di Hogwarts e delle streghe più brillanti di sempre.
Hermione è stata considerata come un esempio eccezionale di eroina femminista moderna. È interpretata da Emma Watson e doppiata in italiano da Letizia Ciampa.

## Creazione e sviluppo
L'autrice J. K. Rowling ha ammesso che Hermione è simile a lei da giovane. Il nome "Hermione" è il femminile di "Hermes", dio della mente acuta e in grado di viaggiare da un mondo all'altro, analogamente alla ragazza che vive tra il mondo babbano e quello magico; l'autrice ha scelto il nome dall'opera teatrale Il racconto d'inverno di William Shakespeare. Inizialmente, in un'intervista, la Rowling ha affermato che il secondo nome di Hermione era Jane; in seguito è stato cambiato in Jean nel settimo libro per fare in modo che lei e Dolores Umbridge non condividessero lo stesso secondo nome; Jean è anche il secondo nome della figlia della Rowling, Mackenzie.

## Biografia del personaggio
Hermione è una strega nata da genitori entrambi babbani che svolgono la professione di dentisti. A undici anni viene ammessa a Hogwarts, dove sin da subito si rivela essere una studentessa modello, facendo conoscenza con Harry Potter e Ron Weasley e venendo smistata a Grifondoro assieme a loro. Inizialmente sta loro antipatica a causa del suo carattere saccente, ma dopo che i due la salvano dall'attacco di un troll di montagna diventa loro amica. Nel corso del primo anno aiuta i due a fermare Quirinus Raptor che, posseduto da Lord Voldemort, era alla ricerca della pietra filosofale per far risorgere il Signore Oscuro. Al secondo anno, per scoprire chi si celi dietro gli attacchi ai danni dei nati babbani collegati alla leggenda della camera dei segreti, prepara la Pozione Polisucco, una pozione avanzata in grado di modificare l'aspetto delle persone, per far introdurre Harry e Ron di nascosto nella sala comune di Serpeverde. Scoperto che il mostro racchiuso nella camera è un basilisco, si appresta ad avvertire gli amici, ma prima di riuscirci viene pietrificata dal mostro stesso fino al termine dell'anno scolastico; fortunatamente Harry e Ron riescono a risalire comunque all'informazione grazie ad un appunto della ragazza. L'anno successivo si batte per la difesa di Fierobecco, un ippogrifo accusato di aver aggredito Draco Malfoy, riuscendo a salvare sia l'animale che Sirius Black, condannato ingiustamente all'ergastolo ad Azkaban, con l'aiuto di una giratempo consegnatale dalla professoressa Minerva McGranitt per poter seguire più corsi contemporaneamente. Quando Harry si trova suo malgrado iscritto al Torneo Tremaghi come campione di Hogwarts, Hermione lo aiuta a prepararsi, intraprendendo anche una breve relazione con Viktor Krum, campione di Durmstrang, che suscita la gelosia di Ron.
Dopo il ritorno di Voldemort, al suo quinto anno, Hermione viene nominata prefetto di Grifondoro assieme a Ron e convince Harry a fondare l'Esercito di Silente, un gruppo segreto di esercitazioni di Difesa contro le Arti Oscure, poiché la professoressa Dolores Umbridge ha escluso l'utilizzo di incantesimi difensivi nel corso regolare su ordine del Ministero. Dopo la morte di Silente, accompagna Harry e Ron nella ricerca degli Horcrux di Voldemort: a Godric's Hollow, per difendere il protagonista da un attacco di Nagini, Hermione gli distrugge involontariamente la bacchetta. I tre vengono catturati dai Ghermidori e condotti a Villa Malfoy, dove Hermione viene torturata da Bellatrix Lestrange per scoprire dove avevano trovato la spada di Godric Grifondoro con cui avevano distrutto il medaglione di Serpeverde. Liberati da Dobby, Harry, Ron e Hermione si introducono alla Gringott per rubare la coppa di Tassorosso dalla camera blindata di Bellatrix, poi si recano ad Hogwarts per cercare il diadema di Corvonero; dopo aver distrutto il diadema, Ron e Hermione si dirigono nella camera dei segreti, dove la ragazza distrugge la coppa con una zanna del basilisco. Durante la battaglia Hermione si dichiara apertamente a Ron e nello scontro finale affronta Bellatrix assieme a Ginny Weasley e Luna Lovegood. Diciannove anni dopo la sconfitta di Voldemort, Hermione si è sposata con Ron ed ha avuto con lui due figli, Rose e Hugo; inizia poi a lavorare al Ministero della magia, facendo rapidamente carriera.

## Descrizione

### Aspetto fisico
Hermione è descritta come una ragazza dagli occhi marroni, capelli castani folti e crespi e i denti davanti piuttosto pronunciati, che vengono sistemati dopo che, nel quarto libro, le viene inflitto per dispetto da Draco Malfoy un incantesimo per farle crescere a dismisura i denti: nel farseli curare magicamente, fa in modo che vengano rimpiccioliti più di quanto li avesse prima (contrariamente al volere dei genitori, che desideravano che ricorresse solo a rimedi babbani per i suoi denti), guadagnando così un bellissimo sorriso.

### Carattere e personalità
Hermione è descritta come una delle studentesse più brillanti di sempre di Hogwarts: molto intelligente, studiosa e dotata di un grande potere magico, è in grado di effettuare incantesimi e preparare pozioni di livello ben superiore a quello di una normale ragazza della sua età. Un esempio può essere trovato nella preparazione della Pozione Polisucco al secondo anno, che a Hogwarts non viene insegnata prima del sesto anno e che lei stessa descrive come una delle pozioni più complesse che abbia mai visto. La sua dedizione allo studio ed alla lettura nasce in realtà da una profonda insicurezza, che tenta di mascherare provando ad essere la migliore in tutto ciò che fa, proiettando così una falsa e talvolta irritante sicurezza di sé. Questa sua insicurezza è causata anche dalla solitudine: nel primo libro appare inizialmente come saccente e antipatica, causando un commento acido da parte di Ron che la fa scoppiare in lacrime. Dopo il suo salvataggio da parte di quest'ultimo e Harry stringe amicizia con i due, realizzando che gli amici e la sua nuova casa sono molto più importanti della carriera scolastica.
Inizialmente ha anche una vera e propria ossessione per il rispetto delle regole: addirittura, dopo aver incontrato Fuffi, il gigantesco e feroce cerbero a guardia della pietra filosofale, la sua più grande preoccupazione era l'eventuale espulsione per essere usciti dai dormitori di notte. Dopo aver stretto amicizia con i due compagni, però, comprende come a volte sia utile infrangere le regole per il bene altrui e spesso si comporta di conseguenza: alcuni esempi possono essere la preparazione della Pozione Polisucco, la fondazione dell'Esercito di Silente e le irruzioni al Ministero della Magia e alla Gringott.
Hermione è una nata babbana, ossia una strega con entrambi i genitori non maghi: nonostante le prese in giro e le discriminazioni, specialmente da parte dei Serpeverde e dei Mangiamorte, non ha mai nascosto la sua natura e nel settimo libro si dichiara fiera di esserlo. Ha anche uno spiccato senso di giustizia sociale, che la porta, nel quarto libro, a fondare una società per la lotta contro la schiavitù degli elfi domestici, il C.R.E.P.A., ovvero "Comitato per la Riabilitazione degli Elfi Poveri e Abbruttiti (Abietti nelle nuove traduzioni)", nonostante questo non abbia alcun successo tra gli studenti. La sua più grande paura è il fallimento: quando si trova alle prese con un molliccio, creatura che assume la forma di ciò che più spaventa chi la osserva, esso si trasforma nella professoressa McGranitt che le dice di essere stata bocciata in tutte le materie, terrorizzandola.

### Bacchetta magica e animale domestico
La bacchetta di Hermione è di legno di vite con il nucleo di cuore di drago. La vite è stata assegnata in base all'associazione celtica di un albero ad un particolare periodo dell'anno: Hermione è nata a settembre, e il legno associato al periodo che va dal 2 al 29 settembre è proprio la vite.
Nel terzo libro Hermione acquista un gatto chiamato Grattastinchi (Crookshanks), dal folto pelo rosso, le gambe storte e il muso schiacciato. Per causa sua al terzo anno entra in contrasto con Ron, quest'ultimo convinto che abbia intenzione di mangiare il suo topo domestico, Crosta. È un animale molto intelligente, riuscendo ad intuire la vera identità di Crosta, in realtà Peter Minus, e di Sirius Black trasformato in cane.

## Apparizioni in altri media

### Adattamenti cinematografici

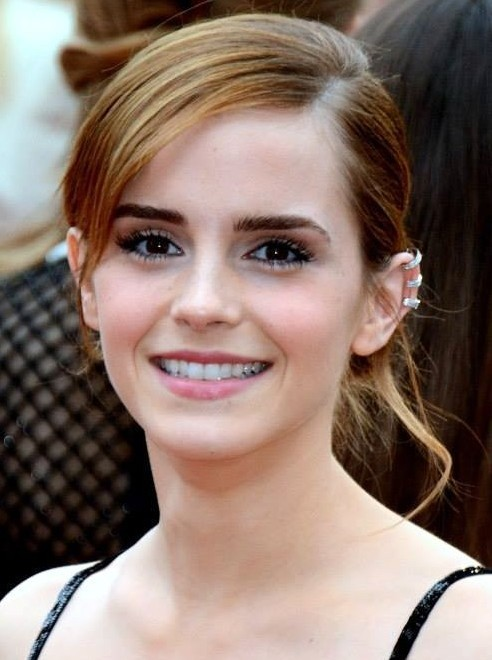
Emma Watson interpreta Hermione nella serie cinematografica di Harry Potter

L'attrice britannica Emma Watson interpreta Hermione Granger in tutti gli otto film della serie di Harry Potter. L'insegnante di teatro della Watson a Oxford segnalò il suo nome agli agenti del cast di Harry Potter e la pietra filosofale, colpito dal talento dimostrato a scuola dalla bambina. La Watson prese molto sul serio la sua audizione, tuttavia "non pensò mai per un istante di avere qualche chance" di ottenere la parte. I produttori restarono impressionati dalla sicurezza della Watson e il suo provino si rivelò di gran lunga il migliore delle centinaia di bambine presentatesi alle audizioni.
La stessa J. K. Rowling la caldeggiò per la parte di Hermione dopo aver assistito al suo primo provino. Quando le venne chiesto se gli attori scritturati fossero da lei ritenuti adatti ai suoi personaggi, Rowling disse: «Si, lo penso. Emma Watson in particolare era molto, molto simile a Hermione quando le parlai la prima volta, seppi che era perfetta fin da quella prima telefonata».
La performance di Emma Watson fu ben accolta in occasione dell'uscita del primo film della saga; Brian Linder di IGN scrisse: "a partire dalla prima introduzione di Hermione Granger e fino alla sua ultima scena, la Watson è meglio di quanto avessi mai potuto immaginare. Lei ruba letteralmente la scena a tutti".
Prima della produzione di Harry Potter e il principe mezzosangue, Emma Watson considerò la possibilità di non tornare a recitare nel ruolo di Hermione, ma alla fine decise di partecipare ancora alla serie, non volendo vedere altre attrici impersonare Hermione sullo schermo.
La Watson ha detto di considerare Hermione un personaggio che punta "sul cervello e non sulla bellezza" e che, sebbene Hermione sia "leggermente asociale", non "ha paura di se stessa". Mentre stava girando Harry Potter e la camera dei segreti, Emma era conscia di non essere come Hermione, ma pensava che "crescendo, avrebbe capito come il personaggio fosse uno dei migliori che una ragazza potesse sperare di interpretare". Nel 2007, prima dell'uscita nei cinema di Harry Potter e l'Ordine della Fenice, l'attrice dichiarò: «Ci sono troppe ragazzine stupide nei media. Hermione non è spaventata dal fatto di essere intelligente. Penso che qualche volta ci siano ragazze davvero intelligenti che si sminuiscono un po' per essere accettate socialmente, e questo è un male. Quando avevo nove o dieci anni, mi arrabbiavo davvero quando cercavano di farmi sembrare una secchiona, ma adesso lo adoro. Trovo ci sia molta più pressione nell'essere belli. Hermione non si preoccupa di come appare. È un maschiaccio totale».
Lo sceneggiatore Steve Kloves rivelò nel 2003 che Hermione è il suo personaggio preferito della serie: «C'è qualcosa nel suo fiero intelletto unito alla sua completa mancanza di comprensione di come lei colpisce le persone a volte, che trovo affascinante e che rende irresistibile scrivere di lei».

### Teatro
In Harry Potter e la maledizione dell'erede, Hermione Granger è interpretata dall'attrice swazilandese Noma Dumezweni: nell'opera Hermione è stata eletta Ministro della Magia ed aiuta i suoi vecchi amici a salvare Albus Severus Potter e Scorpius Malfoy da Delphini Riddle, figlia di Voldemort. Dumezweni descrisse il ruolo assegnatole come un "privilegio e una responsabilità". La scelta di scritturare un'attrice di colore per impersonare Hermione portò a qualche critica sui social media, che J.K. Rowling tacciò di razzismo, aggiungendo che nei libri non viene mai esplicitamente menzionata la razza o il colore della pelle di Hermione. Anche Emma Watson si espresse in favore dell'attrice, con un tweet di incoraggiamento. Dumezweni definì la polemica venutasi a creare "abbastanza banale", dichiarando come "molti giovani attori e attrici di colore le avessero detto di essere contenti di vederla interpretare Hermione così da poter vedere una versione di loro stessi sul palco".
Nonostante le polemiche, Noma Dumezweni ricevette buone critiche per la sua performance; The Independent scrisse che aveva fatto un "lavoro straordinario". Ai Laurence Olivier Awards del 2017, Dumezweni ha ricevuto l'Olivier Award alla miglior attrice non protagonista per la sua interpretazione di Hermione Granger.

## Accoglienza

### Critica
Hermione viene vista da molti come un'icona femminista. In The Ivory Tower and Harry Potter, il primo libro che analizza la serie di Harry Potter (scritto da Lana A. Whited), il capitolo intitolato Hermione Granger and the Heritage of Gender, di Eliza T. Dresang, tratta del ruolo di Hermione nella serie e delle sue relazioni con le tematiche femministe. Il capitolo inizia con un'analisi del nome di Hermione e dei precedenti personaggi nella storia così chiamati nella mitologia e nella letteratura, e del lascito che il personaggio di Hermione Granger ha ricevuto da questi. Inoltre, Dresang enfatizza il parallelismo tra Hermione e la stessa J. K. Rowling, e di come, essendo Hermione in possesso di alcuni tratti della personalità della Rowling, debba necessariamente essere un personaggio forte.
Inoltre il capitolo mette in evidenza il fatto di come, nonostante lei sia nata da genitori babbani, i poteri magici di Hermione siano innati. La sua "compulsione per lo studio" aiuta lo sviluppo del personaggio, che rende Hermione "un esempio primario di come la cultura porti potere", e nella trama della serie, le sue conoscenze magiche vengono spesso utilizzate per "salvare la situazione". Dresang asserisce che "Harry e Ron sono più dipendenti da Hermione di quanto lo sia lei da loro". Tuttavia, la scrittrice nota anche che le frequenti crisi isteriche di pianto di Hermione accadono troppo di frequente per considerarle credibili come parte dello sviluppo effettivo del personaggio, e di come siano leggermente "fuori contesto" rispetto al suo ruolo nei libri della serie di Harry Potter.
UGO Networks indica Hermione come uno dei migliori personaggi positivi di sempre, scrivendo: "La maggior parte di noi, probabilmente, ricorda di aver avuto a scuola una compagna di classe come Hermione — una che all'inizio può essere un po' scoraggiante, ma che una volta conosciuta, non è una cattiva ragazza da avere dalla tua parte". IGN indica Hermione quale secondo miglior personaggio della serie di Harry Potter, lodando lo sviluppo e la maturazione del personaggio nel corso della serie. Nel 2016 The Hollywood Reporter condusse un sondaggio rivolto a professionisti di Hollywood, inclusi attori, sceneggiatori e registi, nel quale veniva a loro chiesto quale fosse il loro personaggio femminile preferito di sempre, e Hermione arrivò al primo posto.
Philip Nel della Kansas State University notò come J. K. Rowling, che collabora con Amnesty International, evochi il suo attivismo sociale attraverso l'impegno di Hermione contro l'oppressione nei confronti degli elfi (cosa riscontrabile maggiormente nei libri che nei film della serie) e della sua formazione della "Society for the Promotion of Elfish Welfare".
Tuttavia, in un'analisi scritta in occasione dell'uscita di Harry Potter e i Doni della Morte, Rowland Manthrope fu molto critico verso il personaggio di Hermione scrivendo: "Ben sette libri dopo, ancora la conosciamo solo come l'intelligente e sensibile Hermione, una caricatura, non un personaggio a tutto tondo".

### Nella cultura di massa
Data la sua popolarità, nel corso degli anni Hermione è stata oggetto di numerose parodie in vari sketch comici e serie animate. Al Saturday Night Live, Hermione veniva interpretata da Lindsay Lohan. Nel suo show Big Impression, Alistair McGowan fece una scenetta chiamata Louis Potter and the Philosopher's Scone. Nello sketch Hermione era impersonata da Nigella Lawson. Nel 2003, Comic Relief mise in scena una parodia intitolata Harry Potter and the Secret Chamberpot of Azerbaijan, nella quale Miranda Richardson, che interpreta Rita Skeeter nei film di Harry Potter, recitava nel ruolo di Hermione. Inoltre, Hermione è presente negli sketch della serie Harry Bladder dello show comico statunitense All That, in cui appare con il nome "Herheiny" e viene interpretata da Lisa Foiles. The Wedge, una serie comica televisiva australiana, ha fatto una parodia di Hermione e Harry innamorati in uno show Cooking With... prima di essere sorpresi da Severus Piton. Inoltre Hermione appare come "Hermione Ranger" in Harry Podder: Dude Where's My Wand?, una piece teatrale messa in scena dal Desert Star Theater nello Utah, scritta dalle sorelle Laura J., Amy K. e Anna M. Lewis. Nel film comico del 2008 Yes Man, Allison (interpretata da Zooey Deschanel) accompagna Carl (Jim Carrey) a una festa "a tema Harry Potter" vestita da Hermione.